# Cserzővargák bástyája
A Cserzővargák bástyája vagy Tímárok bástyája (románul: Bastionul Tăbăcarilor, németül: Gerberbastei vagy Ledererbastei) Brassó városerődítményének egyik bástyája. Románul Bastionul Cojocarilor, azaz Szűcsök bástyája néven is ismerik. Az északkeleti várfal részeként a romániai műemlékek jegyzékében a BV-II-m-A-11294.03 sorszámon szerepel.

## Története
A városerőd keleti szögletét védő Szövetkészítők bástyáját eredetileg az ötvös céh építette a 15. század közepén. 1521–1522-ben az északkeleti védműveket megerősítették egy további külső fal építésével, minek következtében ez a bástya távolabb került a várfal szögletétől. A helyzet orvoslására egy további, a falon átnyúló bástyát építettek, melynek védelmével a Fekete utcában lakó vörös tímárokat, azaz cserzővargákat bízták meg.
A 18. század közepétől már nem töltött be védelmi szerepet, elhanyagolták, főként raktárnak használták. A 19. század második felében a város terjeszkedése miatt lebontották az északkeleti várfalat, a bástya alapját azonban meghagyták. Az 1960-as években kijavították, belsejében játszóteret rendeztek be. 2005-ben felújítási munkálatokat végeztek.

## Leírása
A Szövetkészítők bástyájától 50 méter távolságra helyezkedik el és egy falszakasz köti össze vele. A Kötélverők bástyájához hasonlóan mára már csak az alapzat maradt meg belőle. Patkó alakú, alacsony épület volt, nyitott résszel a zwinger és a Szövetkészítők bástyája felé. Számos lőréssel és forró szurok leöntésére kialakított nyílással látták el; ezek szélessége fél méter. A nyílásokat keretező téglaíveket csak később építették, eredetileg tölgyfakeretjük és tölgyfából készült zsalugátereik voltak.

## Képek

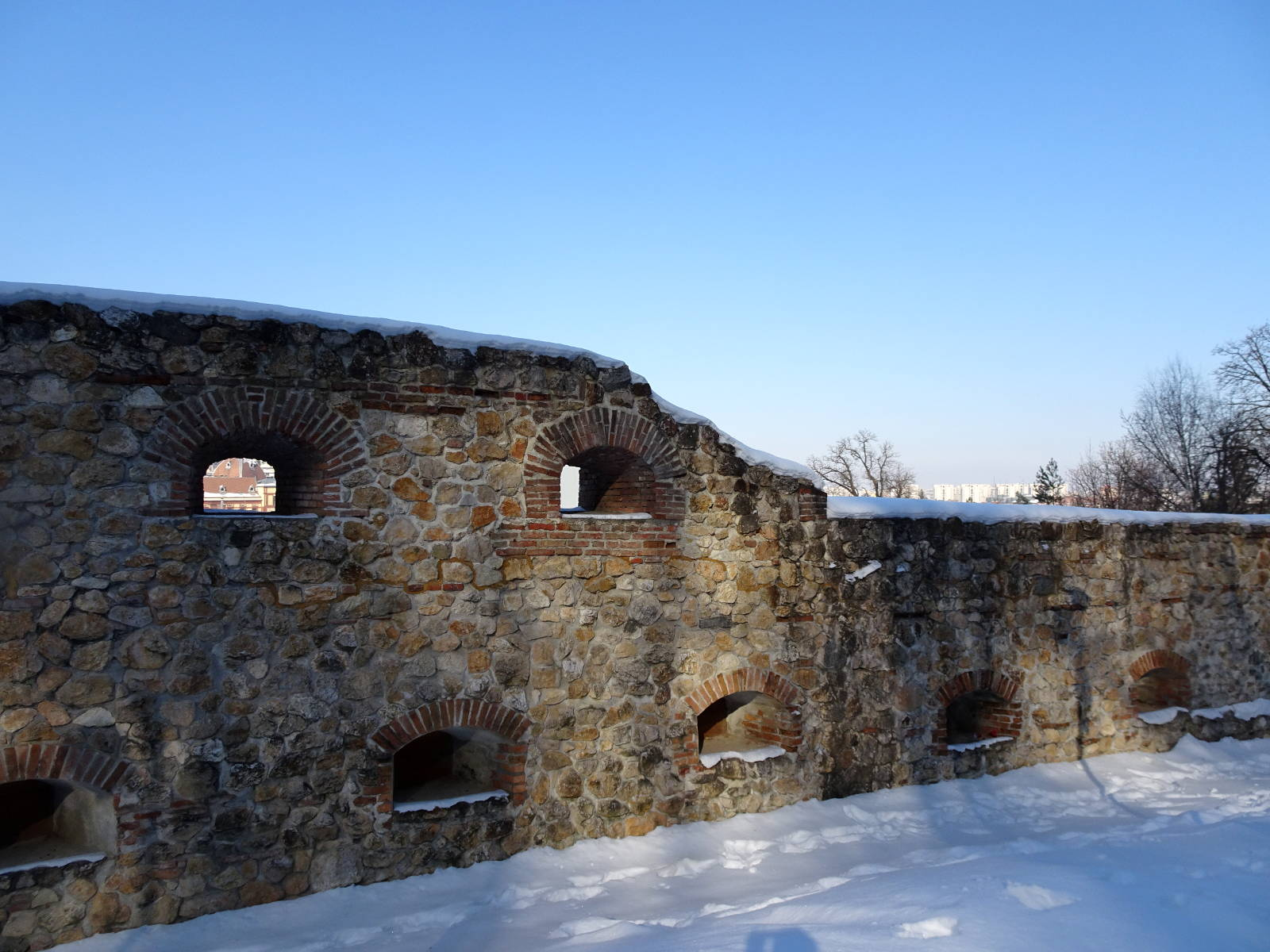
A bástya alapja
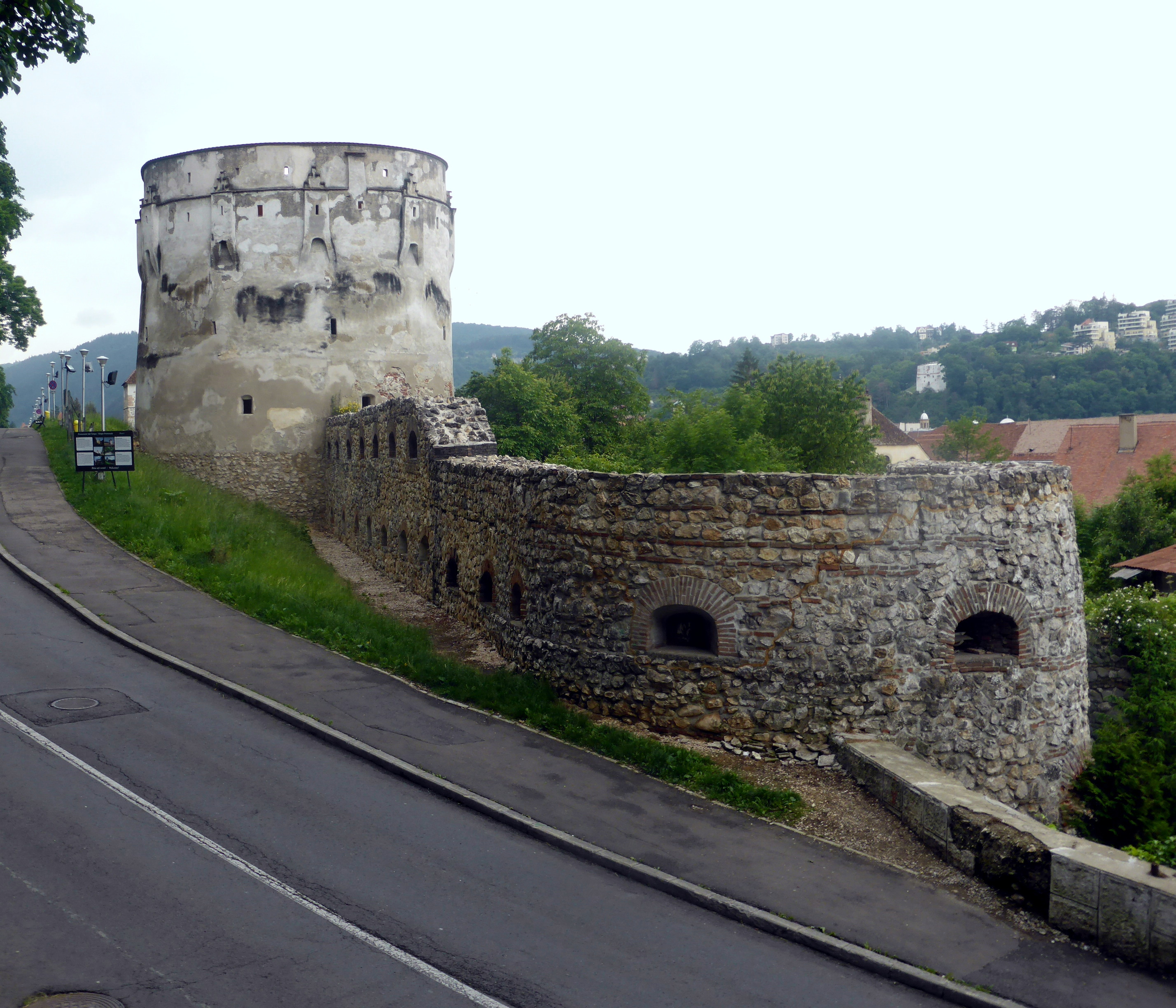
A bástya alapja (elöl); Szövetkészítők bástyája (hátul)
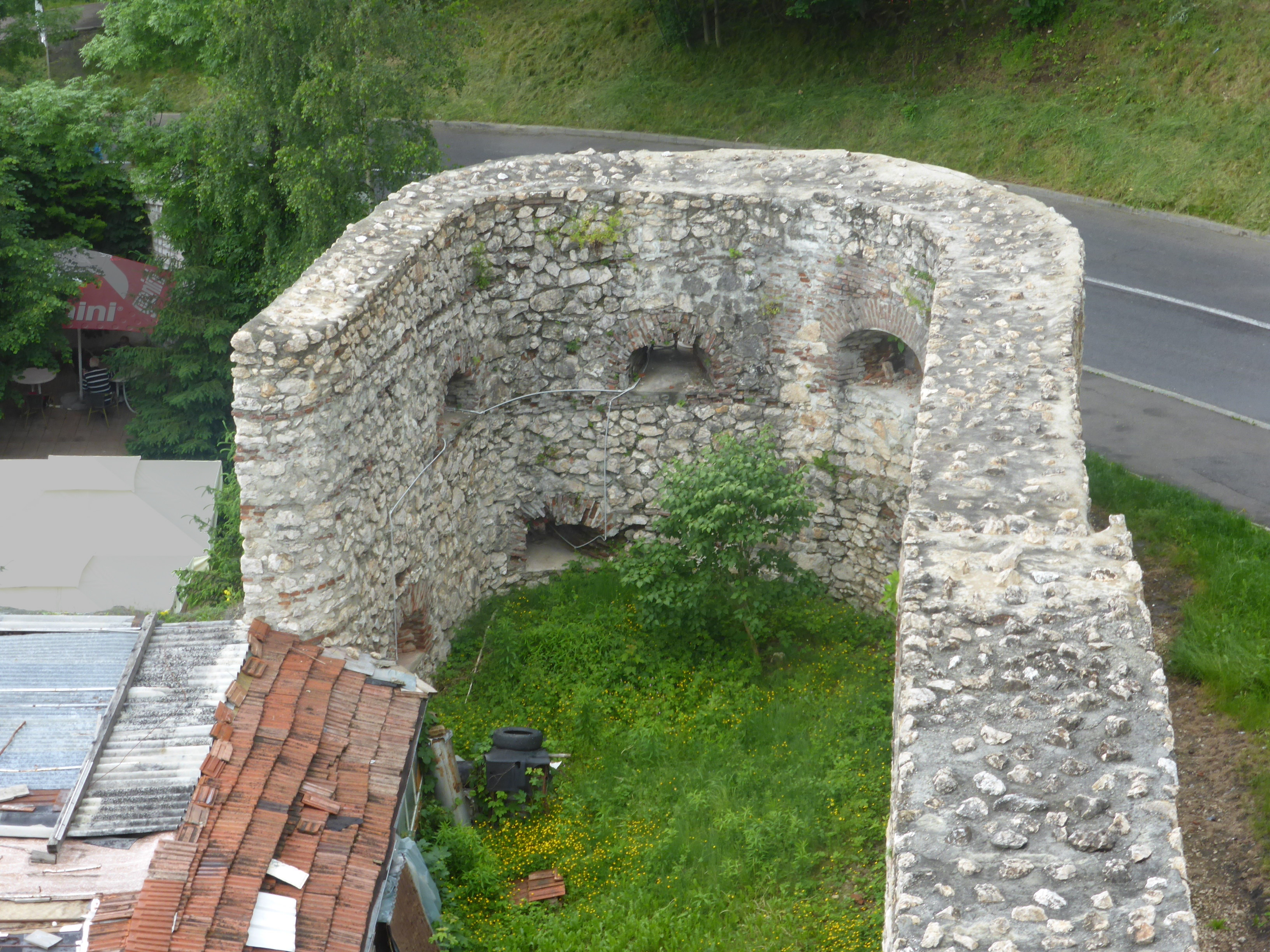
A bástya belseje